# Cucova (okręg Jassy)
Cucova – wieś w Rumunii, w okręgu Jassy, w gminie Strunga. W 2011 roku liczyła 123 mieszkańców.